# Mosquer ventrelleonat
El mosquer ventrelleonat (Myiobius villosus) és una espècie d'ocell de la família dels titírids (Tityridae). Es distribueix per les muntanyes de Bolívia, Perú, Equador, Colòmbia, Veneçuela i est de Panamà. Es seu hàbitat són els boscos tropicals i subtropicals de frondoses humits de l'estatge montà i els cursos d'aigua. El seu estat de conservació es considera de risc mínim.